# Парамонов, Александр Иванович
Александр Иванович Парамонов (1 мая 1907 года,  с. Ульянка, Нижегородская губерния,  Российская империя — умер после 1953 года,  СССР) — советский военачальник, полковник (1942).

## Биография
Родился 1 мая 1907 года в селе Ульянка, ныне в Ичалковском районе Мордовии.

### Военная служба

#### Межвоенные годы
10 октября 1927 года был призван в РККА и направлен в Нижегородскую пехотную школу им. И. В. Сталина, после ее окончания в мае 1930 года назначен командиром взвода в 15-й отдельный пулеметный батальон ЛВО (ст. Левашево). В октябре 1931 года переведен в УВО командиром учебного взвода команды 1092 Управления начальника работ № 52 (УНР-52) в городе Летичев. Член ВКП(б) с 1932 года. С декабря 1933 года командовал пулеметной ротой в 98-м отдельном пулеметном батальоне 105-й стрелковой дивизии ОКДВА, с февраля 1937 года в течение шести месяцев был командиром пулеметного батальона в 313-м стрелковом полку. Постановлением ЦИК СССР от 16 августа 1936 года за успехи в боевой и политической подготовке он был награжден орденом Красной Звезды.   В октябре 1937 года старший лейтенант Парамонов зачислен слушателем Военной академии РККА им. М. В. Фрунзе, после окончания в феврале 1940 года назначен начальником 2-го отделения штаба 16-го стрелкового корпуса БОВО. В июне корпус был введен на территорию Литвы в состав 11-й армии вновь сформированного ПрибОВО. С июля 1940 года майор  Парамонов исполнял должность начальника 2-го, затем 3-го отделений разведотдела штаба округа. 19 мая 1941 года назначен начальником разведотдела формировавшейся в округе 27-й армии.

#### Великая Отечественная война
В начале  войны в той же должности на Северо-Западном фронте. Войска армии обороняли побережье Финского и Рижского заливов, а также острова Моонзундского архипелага. Большинство ее соединений были сокращенного состава (до 5 тысяч человек) и в первые дни боевых действий не вели — проводили отмобилизование в пунктах постоянной дислокации. В приграничном сражении участвовала лишь 67-я стрелковая дивизия (на либавском направлении). После отмобилизования в первых числах июля соединения 27-й армии заняли оборону в Псковском укрепленном районе, после чего с боями отходили на холмском направлении. В августе 1941 года  армия участвовала во фронтовом контрударе в районе Старой Руссы, затем ее соединения вели оборонительные бои на демянском направлении и в начале октября остановили наступление противника на рубеже озер Вельё и Селигер. В декабре 1941	года армия была преобразована в 4-ю ударную, а майор Парамонов утвержден в ней в той же должности. В январе — феврале 1942 года участвовал с ней в Торопецко-Холмской наступательной операции (с 22 января 1942 года в составе войск Калининского фронта). С октября 1942 года исполнял должность командира 26-й истребительной бригады. В этой должности имел только положительные отзывы командования. В первой половине октября 1943 года бригада под его командованием успешно действовала в Невельской наступательной операции. Приказом по войскам Калининского фронта от 18 октября 1943 полковник  Парамонов был награжден орденом Красного Знамени. 
С 31 октября по 12 ноября 1943 г. временно командовал 117-й стрелковой дивизией в составе 4-й ударной армии 1-го Прибалтийского фронта. С приходом из госпиталя прежнего командира переведен заместителем  командира 47-й стрелковой Невельской дивизии. В декабре 1943 года участвовал с ней в Городокской наступательной операции. Указом ПВС СССР от 21 декабря 1943 года за образцовое выполнение заданий командования в этой операции дивизия была награждена орденом Суворова 2-й ст. С 9 января по 12 февраля 1944 года полковник  Парамонов временно командовал этой дивизией, затем вновь вступил в исполнение прямых обязанностей его заместителя. До середины февраля 1944 года она входила в состав 4-й ударной армии 1-го Прибалтийского фронта, затем была передана в 6-ю гвардейскую армию. С апреля по июнь находилась в резерве на пополнении, после чего вновь вошла в состав 6-й гвардейской армии и участвовала в Белорусской, Витебско-Оршанской и Полоцкой наступательных операциях. В ходе их  Парамонов проявил себя с самой лучшей стороны, непосредственно находился в боевых порядках частей и оказывал существенную помощь их командирам в выполнении боевых задач. В боях был смел и решителен. 26 июня 1944 года в районе Полоцка он был тяжело ранен и до конца войны находился на лечении в госпитале.

#### Послевоенное время
После войны с июля 1945 года состоял в распоряжении ГУК НКО, а в сентябре был назначен командиром 884-го стрелкового Рижского полка 196-й стрелковой Гатчинской Краснознаменной дивизии Воронежского ВО. С января по март 1946 года полковник  Парамонов находился на курсах «Выстрел», после их окончания назначен младшим инспектором Инспекции пехоты Красной армии при НКО. С июня 1946 года исполнял должность инспектора Инспекции стрелковых войск Главной инспекции Сухопутных войск. С декабря 1948 года зачислен слушателем Высшей военной академии им. К. Е. Ворошилова, после окончания в январе 1951 года назначен старшим научным сотрудником 1-го отдела Уставного управления Главного военно-научного управления Генштаба. 15 июня 1953 года полковник  Парамонов уволен в запас.

## Награды
- орден Ленина (20.04.1953)[4]
- два ордена Красного Знамени (18.10.1943[5], 06.11.1947[4])
- орден Отечественной войны I степени (06.08.1944)[6]
- два ордена Красной Звезды (16.08.1936[3],  06.11.1945[7][4])
  - медали в том числе:
  - «За победу над Германией в Великой Отечественной войне 1941—1945 гг.» (1945)[8]